# Skihalle Snø
Die 2020 eröffnete Snø (Eigenschreibweise SNØ) ist die erste Skihalle in Norwegen und mit 36.000 m² beschneiter Fläche die größte Europas. Sie liegt in der Gemeinde Lørenskog, die unmittelbar an Oslo angrenzt. Sie ist Teil eines ganz neu entstehenden Stadtviertels, dem Snøporten.
In der Halle existieren sowohl Abfahrtstrecken für den Alpinski- und Snowboardsport sowie eine Loipe für den Skilanglauf. Die Loipe ist bis zu 1,5 km lang und besitzt 32 Höhenmeter. Die längste Abfahrt ist 500 m lang, 90 m breit, 80 m hoch und besitzt eine Hangneigung von bis zu 40 %. Es ist die derzeit einzige Schwarze Piste in einer Skihalle in Europa. Außerdem existiert ein Funpark und eine Anfängerpiste sowie eine gefrorene Wand zum Eisklettern. Als Aufstiegshilfe existieren ein Vierersessellift, ein Tellerlift und ein Förderband. Daneben verfügt die Skihalle über Sportgeschäfte, Restaurants und Cafés, ein Fitnesscenter und Konferenzmöglichkeiten. Die Gesamtgröße beträgt 50.000 m².
Von Oslo aus ist die Skihalle mit Regionalzügen zum nahegelegenen Bahnhof Lørenskog erreichbar.